# Mihály Almási Gergely
 Mihály Almási Gergely (n.11 ianuarie 1654, Homoródalmás-d.23 martie 1724, Kolozsvár) a fost un scriitor eclesiastic unitarian maghiar din Transilvania.